# Alfred Lückenhaus
Alfred Lückenhaus (* 1902 in Barmen; † 20. Februar 1962 in Bonn) war ein deutscher Journalist.
Lückenhaus wurde 1924 Londoner Korrespondent des Börsenkuriers. Gleichzeitig arbeitete er für die Telegraphen-Union, in deren Berliner Redaktion er 1928 eintrat. Nach der Zusammenlegung der Telegraphen-Union und des Wolffschen Telegraphenbüros zum Deutschen Nachrichtenbüro blieb er Redakteur des DNB, das er bis 1945 in Großbritannien, den Vereinigten Staaten, Japan und der Republik China vertrat.
Nach dem Zweiten Weltkrieg legte Lückenhaus mehrere Veröffentlichungen über China vor, darunter eine Biographie Mao Tse Tungs, die in mehrere Sprachen übersetzt wurde.

## Veröffentlichungen
- Jenseits der großen Mauer, Düsseldorf 1949.
- Von draussen gesehen. Bericht eines deutschen Auslandkorrespondenten aus Grossbritannien, Düsseldorf 1955.
- Mao Tse Tung, Berlin 1958.